# Tintinimaginatio
Pour les articles homonymes, voir Château de Moulinsart et Éditions Moulinsart
Tintinimaginatio, anciennement Moulinsart (et précédemment Tintin Licensing ou TL), est une société anonyme de droit belge chargée de l'exploitation commerciale de l'œuvre d'Hergé. L'entrepreneur britannique Nick Rodwell, époux de la veuve d'Hergé, assure sa gestion en tant qu'administrateur délégué. Moulinsart SA détient les Éditions Moulinsart, chargées des publications consacrées à Hergé et à son œuvre.
L'activité principale de gestion des droits d'auteur et des marques est l'objet de nombreuses controverses, tant éthiques que judiciaires. La société saisit régulièrement la justice, mais sera à plusieurs reprises déboutée. Ainsi, en 2011 et en 2021, la justice française reconnaît l'exception de parodie tandis que la justice néerlandaise remet en cause en 2015 le caractère d'ayant droit sur les droits d'auteurs des textes et vignettes.

## Histoire
Durant le vivant de Hergé les droits de licences des produits dérivés sont la propriété et sont co-gérés par le Studio Hergé et les éditions du Lombard détenues par Raymond Leblanc qui était l'éditeur du Journal de Tintin. Les droits de vente de tous les albums qui représentent 10 à 15 % du chiffre d'affaires reviennent à l'éditeur historique Casterman, ce dans tous les pays depuis 1934.

### Tintin Licensing
Après la mort de Hergé en mars 1983, c'est à la seconde femme d'Hergé, Fanny Remi, entrée comme coloriste aux Studios Hergé en 1956, qu'échoit la gérance des droits de l'œuvre du dessinateur ; les droits dérivés sont gérés par Alain Baran, l'homme de confiance et le secrétaire particulier d'Hergé, entré au studio en 1978.
En mars 1983, les Studios Hergé deviennent deux entités séparées. La première entité dirigée par Fanny Remi — devenue Fanny Rodwell — devient à partir de 1986 la Fondation Hergé (redevient Studios Hergé en 2006). Les Studios ont pour but de gérer l'œuvre d'Hergé et de veiller au respect des droits moraux de l'œuvre.
La seconde entité est baptisée « Baran International Licensing - BIL ». Créée en 1983 à la demande de Fanny Remi, la société est dirigée par le secrétaire personnel d'Hergé, Alain Baran. Il en possède les trois quarts, le quart restant étant détenu par contrat jusqu'au 31 juillet 1990 par les éditions du Lombard, la société éditrice du Journal de Tintin. La société BIL est chargée de l'exploitation commerciale de l'œuvre d'Hergé, elle gère les droits d'auteur liés à l'œuvre d'Hergé ainsi que les produits dérivés, notamment ceux qu'elle créé.
La Baran International Licensing crée « Tintin Licensing » et change de statut par la même occasion, passant du statut de SPRL à Société anonyme. L'équipe dirigeante est alors composée d'Alain Baran, de deux de ses amis, le graphiste Jean-Manuel Duvivier et Jean-Claude Jouret, un fan de Tintin spécialiste du merchandising, ainsi que de Nick Rodwell. Ce dernier est alors un jeune tintinophile qui a ouvert un magasin spécialisé dans l'univers de Tintin à Londres, et qui sert d'agent pour les droits de Tintin au Royaume-Uni,.
En 1988, Alain Baran a pour ambition de relancer Le Journal de Tintin au côté de Média Participations (nouveau propriétaire des éditions du Lombard). Sous la houlette de la BIL, Yéti Presse est alors créée dans ce but ; un bureau de rédaction est même ouverte à Paris. Tintin reporter paraît durant sept mois, mais les ventes ne sont pas à la hauteur. Cet échec coûte 130 millions de FB aux investisseurs, et le protocole de droit avec les éditions du Lombard est finalement rompu en janvier 1989 à la suite de cet échec.
Au sein de BIL, Alain Baran créé Tintin communication Plc dans le but de créer Tintin TV, projet qui ne verra pas le jour. BIL est alors une véritable petite holding avec plusieurs sociétés périphériques.
Alain Baran et les représentants de Casterman sont en négociation avancée avec Steven Spielberg pour la réalisation d'un nouveau long métrage sur les aventures de Tintin. Alain Baran veut avant tout préserver l'œuvre d'Hergé, et éviter que les droits lui échappent. Après plusieurs études commerciales, juridiques, techniques, etc. un premier contrat de quarante pages est signé avec Steven Spielberg. Mais ils ne trouvent finalement pas d'entente.
Allant d'échec en échec, à la suite d'une divergence de point de vue quant à la stratégie commerciale à adopter par l'équipe dirigeante désormais administrée par Nick Rodwell, et à la suite de plusieurs conflits avec la Fondation Hergé, Alain Baran perd beaucoup d'argent et cède ses parts en aout 1990 au profit de la société financière Belficor,, qui revend « Tintin Licensing » au groupe de télévision français Canal+ le 23 octobre 1991. Nick Rodwell devient alors le nouvel administrateur.
Le groupe Canal+ accorde soixante-dix licences de produits dérivés dans différents domaines,, parfois d'une qualité médiocre, dans le but de séduire un large public, notamment les plus jeunes, la chaîne ayant conscience que les Studios Hergé ne sortiraient plus de nouvel album après la mort du dessinateur. Le groupe, par l'intermédiaire de sa filiale de production d'animation Ellipse Programme, coproduit avec Nelvana une nouvelle série de dessins animés des aventures de Tintin diffusée pour la première fois en mai 1992 sur la chaîne publique française (FR3 devenue France 3) et sur M6.
Les frictions et les divergences de points de vue entre le groupe Canal+ et la Fondation Hergé sont nombreuses. En 1996, non sans difficultés, « Tintin Licensing » est racheté pour la somme de 132 millions de FB (soit environ 3 millions d'euros à l'époque) au groupe Canal + par le couple Fanny et Nick Rodwell de la Fondation Hergé. Ils détiennent ainsi la totalité de « Tintin Licensing »,.

### Moulinsart

Logo de Moulinsart SA.

En décembre 1996, à la suite de ce rachat, la Fondation Hergé (devenue à partir de 2006 les « Studios Hergé ») renomme « Tintin Licensing » en Moulinsart SA. La société est alors gérée par les personnes chargées auparavant du respect des droits moraux de l'œuvre d'Hergé.
Nick Rodwell, le mari de Fanny, reprend rapidement en main la gestion des droits, et réduit drastiquement  les accords de licences, dont le nombre passe de 76 à 10. Cette décision fait des victimes économiques, comme un fabricant de vaisselle qui déposera le bilan. Cela entraîne également une chute des bénéfices de la société Moulinsart, qui devient très rapidement déficitaire. Fortis, la banque historique de Tintin, prend ses distances. Nick Rodwell tente de s’opposer en vain à la sortie de la nouvelle série de dessins animés développée par Ellipse Programme, pensant qu'il sera trop difficile d'en maîtriser les droits. Le projet de la série est cependant trop avancé pour que Rodwell parvienne à l'arrêter.
La gestion de l'œuvre d'Hergé par Nick Rodwell est très controversée parmi les tintinophiles, certains journalistes spécialisés et l'éditeur historique Casterman, qui l'estiment souvent trop stricte, voire maladroite. Le prix élevé des produits dérivés, qui sont le plus souvent des produits de luxe, augmente de 30 à 40 %. Selon ses propres mots, Nick Rodwell veut faire de Tintin la « Rolls-Royce de la BD ». Le contrôle des visuels de l'œuvre d'Hergé est très pointilleux, et les poursuites judiciaires sont fréquentes, notamment à l'encontre de sites internet amateurs ou encore de projets longtemps ajournés, comme l'adaptation de Tintin au cinéma ou le musée Hergé, longtemps critiqués car longs à se concrétiser.

Logo Tintin utilisé par Moulinsart pour les produits dérivés textiles.

En 1999, Nick Rodwell prévoit de faire ouvrir 200 boutiques Tintin ou « Espace Tintin » en France et dans le Benelux, mais le projet manque d'une véritable politique de développement et l'approvisionnement est insuffisant, de ce fait moins de la moitié des boutiques prévues sont ouvertes. Moulinsart redéfinit alors sa politique de diversification à travers cinq pôles : textile, objets de collection, édition (Éditions Moulinsart), multimédia et promotion. Les dettes des précédents échecs, notamment ceux de 1988, sont encore difficiles à résorber entre 2001 et 2003,.
Une série de manifestations culturelles (« Tintin, Haddock et les bateaux » à Saint-Nazaire en 1999 ; « Tintin » au musée de la Marine de Paris en 2001 ; exposition permanente au château de Cheverny, « Tintin at See » au musée de la Marine de Londres en 2004…), la comédie musicale Kuifje - De Zonnetempel (Tintin, le Temple du Soleil) à Anvers, et la sortie du premier volume de Chronologie d'une œuvre font recette.
À partir de 2004, année du 75e anniversaire de Tintin, la politique commerciale de Moulinsart marque un tournant, en s’assouplissant et devenant moins élitiste pour conquérir un public plus jeune. Les peluches Milou et les figurines en plastique réapparaissent.
En 2011, c'est la sortie du 1er long métrage d'une trilogie réalisée par Steven Spielberg et Peter Jackson : après négociations, le studio de production Sony Pictures aura le contrôle sur la gestion des produits dérivés sur lesquels Jackson et Spielberg toucheront un pourcentage estimé à 30 %, et Moulinsart des royalties confortables.

### Tintinimaginatio
En 2022, la société prend le nom de Tintinimaginatio . La société souhaitait « ramener le mot "Tintin" dans l'appellation de l'activité d'exploitation, de gestion, de commercialisation, car c'est un nom iconique qui a l’immense avantage d'être beaucoup plus reconnu au niveau international.[...] ».  Toujours selon la société « ce nouveau nom traduit les perspectives nouvelles d’ouverture vers le monde virtuel, le monde imaginaire et l’imagination. On y retrouve à la fois les idées d'"image" et d' "imaginaire", qui sont deux des principaux fondements de l'univers d'Hergé. »

## Controverses
L'activité principale de gestion des droits d'auteur et des marques est l'objet de nombreuses controverses, tant éthiques que judiciaires. La société intente régulièrement des poursuites judiciaires, dont elle sera déboutée à plusieurs reprises. Ainsi en 2011, la justice française reconnaît l'exception de parodie tandis que la justice néerlandaise remet en cause en 2015 le caractère d'ayant droit sur les droits d'auteurs des textes et vignettes des albums d'Hergé.

### Politique agressive de la société
Moulinsart poursuit une politique agressive en matière de droit d'auteur, refusant jusqu'à l'utilisation de l'exception de parodie. Les tribunaux ne suivront pas toujours les prétentions de la société.

### Absence de droit de citation des œuvres graphiques: l'affaire Bob Garcia
En octobre 2009, Moulinsart SA fait condamner en appel le romancier Bob Garcia à une amende de près 48 600 euros, pour des vignettes qu'il avait reprises à titre de citation graphique dans un ouvrage destiné à faire connaître Tintin aux enfants, édité à 500 exemplaires. L'auteur n'étant pas solvable, la société fait saisir sa maison.

### Exception de parodie: l'affaire Gordon Zola
Les Éditions du Léopard masqué publient une série de romans, Les Aventures de Saint-Tin et son ami Lou signés Gordon Zola, parodiant l'univers de Tintin. Moulinsart SA considère qu'il s'agit d'une contrefaçon et que de surcroît, ces romans nuisent à leur politique de contrôle sur l'image de Tintin, et décide de poursuivre l'éditeur pour contrefaçon, celui-ci soulevant l'exception de parodie.
En février 2011, Moulinsart se voit débouté en ses demandes, le tribunal relevant que « le dessein parodique se révèle par le recours à de nombreux calembours, l’exagération des traits de caractère et un style écrit qui privilégie les bons mots et les jeux de mots » et que « les romans incriminés tout en se nourrissant de l’œuvre d’Hergé, savent s’en distancier suffisamment pour éviter tout risque de confusion, ne serait-ce que par la forme romanesque adoptée et les intrigues originales qu’ils décrivent »,,,.
En mai 2021, le tribunal de Rennes juge en faveur de l'artiste Xavier Marabout qui avait peint des toiles de Tintin dans un univers inspiré de celui du peintre Edward Hopper, au nom de l'exception de parodie.

### Fragilité des prétentions en matière de droit d'auteur
Un nouveau contrat est préparé en 2009 par Moulinsart en vue d'autoriser les clubs amateurs de tintinophiles à publier des vignettes de Tintin contre le paiement de droits. La plupart s'exécutent ou décident de ne plus publier de vignettes. L'association néerlandaise Hergé Genootschap refuse les demandes de Moulinsart ; celle-ci la poursuit alors devant un tribunal civil néerlandais, est déboutée mais fait appel, avant de recourir à une injonction visant à interdire toute nouvelle publication ; dans ces demandes, elle réclame 100 000 €.
En juin 2015, la Cour de la Haye déboute une nouvelle fois Moulinsart en appel. La société des tintinophiles produit un contrat datant de 1942 prévoyant explicitement la cession d'Hergé à l'éditeur Casterman des droits patrimoniaux sur les textes et vignettes, remettant en cause les prétentions de Moulinsart en matière de droit d'auteur.
Moulinsart SA fait alors valoir le droit des marques, mais la justice néerlandaise considère qu'Hergé Genootschap ne poursuivant pas d'activité commerciale, celui-ci ne peut lui être opposé.
Selon la cour, la société Moulinsart n'aurait donc aucun droit à réclamer aux associations de tintinophiles des contreparties pour la reproduction de vignettes issue des albums,,.